# 羅保銘
羅 保銘（ら ほめい、1952年10月26日 - ）は、中華人民共和国の官僚・政治家。天津市出身。元中国共産党海南省委員会書記、海南省人民代表大会常務委員会主任、海南省人民政府省長。中国共産党の第16大、17大、18大の代表。中国共産党の第15期、16期の中央候補委員。中国共産党の第17期、18期中央委員会委員。第10期、11期、13期全国人民代表大会代表。

## 経歴
1952年10月26日、天津市で生まれる。1969年5月、中国人民解放軍に入隊。内蒙古生産建設兵団班長、排長、副指導員を歴任する。1971年8月に中国共産党入党。1973年12月、天津市無線電元件三廠に勤務する。1978年、天津師範専科学校中文系に入学した。1981年を卒業。同年、中国共産主義青年団天津市委員会に入局。1992年4月、天津市大港区党委員会副書記兼代区長に転任。1994年10月、同区党委員会書記に昇格。1995年7月、天津市商業委員会主任兼市委商業工委副書記に任命。1997年12月、省党委員会常務委員兼宣伝部部長に就任。
2001年7月、党務に転じて海南省に赴任し、海南省党委員会副書記に就任した。翌年4月には同省党委員会宣伝部部長を兼任。次いで2007年1月、海南省人民政府省長代行を兼任する。2011年8月、海南省党委員会書記兼同省人民代表大会常務委員会党組書記に昇格。2012年2月には海南省人民代表大会常務委員会主任を兼務する。
2017年4月、中央に移り、第12期全国人民代表大会華僑委員会副主任委員（次官）に就任。2018年3月再任。2024年7月26日、中国共産党中央規律検査委員会は規律違反の疑いで羅保銘を調査していることを明らかにした。

## 参考資料
- 羅保銘氏略歴 人民網日本語

| 党職        | 党職                                                      | 党職        |
| ----------- | --------------------------------------------------------- | ----------- |
| 先代 羅遠鵬 | 中国共産党天津市委員会宣伝部部長 1997年12月－2001年7月    | 次代 肖懐遠 |
| 先代 蔡長松 | 中国共産党海南省委員会専職副書記 2001年7月－2007年1月     | 次代 于迅   |
| 先代 衛留成 | 中国共産党海南省委員会書記 2011年8月－2017年4月           | 次代 劉賜貴 |
| 官職        |                                                           |             |
| 先代 衛留成 | 海南省人民政府省長 2007年1月－2011年8月                   | 次代 蔣定之 |
| 議会        |                                                           |             |
| 先代 衛留成 | 海南省人民代表大会常務委員会主任主任 2012年2月－2017年4月 | 次代 劉賜貴 |